# علی‌اکبر مرآتی
دکتر علی اکبر مرآتی (مهرابی) (زاده ۱۳۴۴ در دامغان) فوق دکترای مهندسی مکانیک (ساخت و تولید) از دانشگاه گیفو از کشور ژاپن است.
او از استادان برجسته و عضو هیئت علمی تمام وقت دانشگاه گیفو Gifu University ژاپن بوده‌است که در سال ۱۳۸۴ به ایران برگشته و هم‌اکنون عضو هیئت علمی تمام وقت و رئیس پژوهشکده مواد و فناوریهای پیشرفته در نساجی دانشگاه صنعتی امیرکبیر (پلی تکنیک تهران) است.